# Aron Eisenstein
Aron Eisenstein (ur. 11 czerwca 1902 w Stasiowej Woli, zm. w czasie II wojny światowej w Stanisławowie) – rabin, w latach 1931–1939 rabin w Cieszynie, historyk, syjonista rewizjonistyczny.

## Życiorys
Aron Eisenstein urodził się 11 czerwca 1902 r. we wsi Stasiowa Wola, w ówczesnym powiecie rohatyńskim Królestwa Galicji i Lodomerii, w rodzinie kupca Józefa i Fanni. Deklarował narodowość polską. Studiował prawo i filozofię na uniwersytetach w Krakowie, Wrocławiu i Wiedniu (uzyskał tytuł doktora). W 1931 r. zamieszkał w Cieszynie, gdzie w wigilię pierwszego dnia święta Pesach, tj. 1 kwietnia 1931 roku, uroczyście wprowadzony w urząd, czyli zainstalowany jako rabin, przez kierującego wówczas jednoosobowo gminą żydowską komisarza rządowego Emila Adlera. Był pierwszym cieszyńskim rabinem wychowanym w tradycjach polskich. Po trzech latach został uchwałą wydziału gminy wyznaniowej z 25 lutego 1934 roku zatrudniony na czas nieokreślony. Należał do Stowarzyszenia Rabinów Województwa Śląskiego (1934–1939). Prowadził badania historii Żydów na Śląsku Cieszyńskim i gminy żydowskiej w Cieszynie. Był także autorem kilku prac na temat dawnych dziejów Żydów w Polsce, m.in. wydanej w Cieszynie rozprawy o prawnym położeniu Żydów w Polsce w XIII i XIV wieku. Na łamach lokalnej prasy publikował różne przyczynki do dziejów miejscowych Żydów. Był autorem rozprawy o starym cmentarzu żydowskim w Cieszynie opublikowanej w 1934 r. na łamach kwartalnika „Zarania Śląskiego”. Udowadniał w niej średniowieczny rodowód cmentarza żydowskiego przy ul. Hażlaskiej. Po wybuchu II wojny światowej schronił się u rodziców w Stanisławowie. Według świadectwa złożonego dla Instytutu Jad Waszem w Jerozolimie przez ojca zginął w 1945 r. w Stanisławowie. Być może oznacza to, że przeżył wojnę, a zginął z ręki komunistów, nie Niemców .

## Poglądy polityczne
Już przed przybyciem do Cieszyna Eisenstein był zwolennikiem narodowych syjonistów rewizjonistów. Po uzyskaniu stałego zatrudnienia na stanowisku cieszyńskiego rabina bardziej zaangażował się w działalność polityczną wraz z dr Henrykiem Glanzem, adwokatem, członek cieszyńskiej Rady Miejskiej, prezesem komitetu lokalnego rewizjonistów w Cieszynie. W 1934 roku zostali wybrani delegatami na II Światową Konferencję Betaru, młodzieżowej przybudówki ruchu. W roku następnym Eisenstein został powołany w skład Rady Partyjnej Unii Syjonistów Rewizjonistów Małopolski Zachodniej i Śląska, czyli władz partii rewizjonistycznej. Po oficjalnym opuszczeniu przez rewizjonistów Światowej Organizacji Syjonistycznej i powołaniu Nowej Organizacji Syjonistycznej (NOS) był kandydatem z Małopolski Zachodniej i Śląska na konstytucyjny Kongres NOS, który odbył się w Wiedniu 8 września 1935 roku. Rewizjonizmowi służył głównie piórem, pisząc liczne artykuły na łamach wydawanej w Krakowie od 1934 r. „Trybuny Narodowej”. Wyjaśniał i propagował w nich najważniejsze elementy światopoglądu rewizjonistycznego syjonizmu. Potępiał np. żydowski pacyfizm, a wychwalał walkę, stawiając za wzór Legion Żydowski Żabotyńskiego w czasie I wojny światowej. Pisał, że państwa nie buduje się przez zakup ziemi, a dobroć Żydów nie przekona Arabów, o czym przekonują wydarzenia z 1936 roku, kiedy Arabowie zaczęli atakować żydowskich osadników. Nie można liczyć na armię angielską, powstrzymać ich mogą tylko własne jednostki zbrojne. Potępiał asymilację, zwłaszcza w odniesieniu do kobiet, bo one niemal zupełnie „zatraciły się” w dążeniu do upodobnieniu do otoczenia. Uważał, że Żydzi powinni mieć siłę, by móc powiedzieć innym, aby nie mieszali się do ich spraw. Wielokrotnie krytykował życie w diasporze. Przykładem artykuł napisany z okazji święta Sukot, którego symbolem jest namiot, coś nietrwałego, łatwego do zwinięcia, jak Żydzi w diasporze. Za największego wroga każdej religii i religii jako takiej Eisenstein uznawał nie ateizm, ale „urzędowe“ podejście do niej, czyli klerykalizm, podejście opierające się nie na miłości, ale na rozkazie. Uważał, że religię powinno się zaprząc w rydwan interesów żydowskich, co uczyniono na I kongresie Nowej Organizacji Syjonistycznej. Do bezpośredniej działalności politycznej Aron Eisenstein włączył się w październiku 1938 roku, kiedy po konferencji w Monachium, nakazującej Czechosłowacji oddanie Niemcom Sudetów, także Polska zażądała zwrotu Zaolzia. Dla syjonistów-rewizjonistów, podobnie jak dla wielu Polaków, było to potwierdzeniem mocarstwowej pozycji Polski, w której widzieli tarczę przed zagrożeniem ze strony Hitlera. Tak pisał również Eisenstein w jubileuszowym podwójnym numerze „Głosu Gminy Wyznaniowej” w Warszawie, który ukazał się w związku z odzyskaniem Zaolzia i jubileuszem 20-lecia niepodległości Polski. Przywołał ważne dla Polaków wydarzenia mające miejsce w listopadzie: powstanie w 1830 r., odzyskanie niepodległości w 1918 r. pod wodzą Józefa Piłsudskiego, który jest dla niego symbolem pozytywnego nacjonalizmu, nie skierowanego przeciwko innym. Mocarstwa zachodnie wygrały I wojnę światową, bo umiały zintegrować wszystkie grupy społeczeństwa. Wyraża ufność, że Polska dzięki ideologii mocarstwowej wróci do grona światowych potęg, i będzie matką-karmicielką dla wszystkich swoich obywateli. Dla cieszyńskich działaczy syjonistycznych zachodzące zmiany oznaczały m.in. konieczność przekonania do Polski Żydów mieszkających na Zaolziu, ale także pomocy tym, którzy uciekali z włączonej do Niemiec Austrii oraz z rozpadającej się Czechosłowacji. Rabin Eisenstein wizytował Zaolzie i włączył się w propolskie działania polityczne, np. w czasie wizyty działacza syjonistycznego, posła Ignacego Schwarzbarta w Cieszynie. 28 listopada 1938 prowadził pogrzeb Ozjasza Storcha, strzelca żydowskiego pochodzenia, który zginął w czasie zajmowania przez Wojsko Polskie okolic Czadcy na Słowacji. 
Przed wybuchem wojny Aron Eisenstein był postacią znaną, nie tyle jako rabin, czy historyk, ale jako znaczący żydowski polityk. Według wspomnień w tym czasie pokazywał się w mundurze oficera polskiego, do czego był uprawniony jako rabin polowy. Był znany także Niemcom, którzy umieścili jego nazwisko na opracowanej w lipcu 1939 liście osób z Polski poszukiwanych listem gończym. Nic dziwnego, że po wybuchu wojny nie pozostał ze swoimi wyznawcami, ale opuścił Cieszyn wraz z wycofującymi się wojskami polskimi .